# 竹原春朝斎
竹原 春朝斎（たけはら しゅんちょうさい、生年不詳 - 寛政12年11月30日〈1801年1月14日〉）は、江戸時代中期から後期の大坂の浮世絵師。

## 来歴
大岡春卜の門人で坂本朝汐斎に学ぶ（安永版『難波丸綱目』）。姓は竹原、本姓は松本、名は信繁。俗称は門次。春朝斎と号す。伏見屋四郎兵衛町に住んでいた。明和から寛政期に活躍しており、名所図会の絵師としてよく知られている。
明和5年（1768年）刊で増谷（升屋）自楽作の浮世草子『加古川本草綱目』5巻5冊の挿絵を皮切りに、明和6年（1769年）頃刊行の『上難波宮祭礼行列記』、半井金陵作『世間化物質気』など、大阪の版元升屋大蔵（彦太郎）の画工を務める。狂歌本の例としては、安永6年（1777年）刊行の絵入り本『狂歌寝さめの花』一冊（芥河貞佐・玉雲斎貞右編）があげられる。
安永7年（1778年）に刊行された『浪花のながめ』（白緑斎梅好作）は大坂名所、旧跡、名物案内の図に「俗に近き異物」を選び、簡潔な説明や狂歌を添えて三十三景を描く。その絵は柔和な人物・風俗描写と写実的な風景画からなるもので、後の名所図会の先駆をなす重要な作である。更に2年後の安永9年（1780年）、秋里籬島とコンビを組み『都名所図会』を発表、本格的な風景版画の領域を開拓し、非常な人気を博した。以降もこのコンビで、天明7年（1787年）刊行の『拾遺都名所図会』、寛政3年（1791年）刊の『大和名所図会』、寛政8年（1796年）の『和泉名所図会』、寛政9年（1797年）『東海道名所図会』（北尾政美らと合作）、寛政8年と10年（1796年、1798年）『摂津名所図会』など続々と出版している。
名所図会の他にも浮世草子や狂歌本などに幅広く挿絵を描き、天明5年（1785年）刊行の高田政度作の往来物『大成百人女用袋』一冊や、寛政4年（1792年）刊行の自画作の咄本『あくびどめ』3冊などがある。没年不詳だが、寛政末年あたりとされている。
門人に春朝斎の子の竹原春泉斎がいる。上方発生の風景画は従来過小評価されがちであるが、春朝斎は名所図会が流行する端緒を作り、それが後に江戸へも普及して谷文晁の『日本名産図会』などを生み、さらに葛飾北斎、歌川広重らが出現する土壌を作り上げたといえる。